# أنبوب إنتاشي

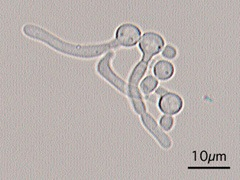
الأنابيب الإنتاشية للمبيضة البيضاء

الأنبوب الإنتاشي (بالإنجليزية: germ tube)‏ هو انتبات تنتجه أبواغ الفطريات خلال عملية الانتاش.
الأنبوب الانتاشي ينمو ويتطور بواسطة الانقسام الفتيلي لينتج الخيوط الفطرية.
اختبار الأنبوب الانتاشي هو اختبار تشخيصي يتم فيه تعليق عينة من الجراثيم الفطرية في مصل الدم ثم فحصها بواسطة المجهر للكشف عن الأنابيب الانتاشية. يوصى بهذا الاختبار عند وجود مستعمرات بيضاء على المزرعة الفطرية، حيث أن نتيجة هذا الاختبار إذا كانت إيجابية فهذا يشير وبقوة على أن هذه هي مستعمرات المبيضات البيضاء.